# Ceceleve, Kremenciuk
Ceceleve (în ucraineană Чечелеве) este un sat în comuna Bilețkivka din raionul Kremenciuk, regiunea Poltava, Ucraina.

## Demografie
Componența lingvistică a localității Ceceleve
     Ucraineană (92,19%)
     Rusă (7,3%)
     Alte limbi (0,05%)
Conform recensământului din 2001, majoritatea populației localității Ceceleve era vorbitoare de ucraineană (92,19%), existând în minoritate și vorbitori de rusă (7,3%).